# Муюмба, Тристан
Триста́н Муюмба́ Нкита́ (фр. Tristan Muyumba Nkita; род. 7 марта 1997, X округ Парижа) — французский футболист конголезского происхождения, полузащитник клуба «Атланта Юнайтед».

## Клубная карьера
Муюмба — воспитанник клубов «Медон», «Монтрё» и «Монако». 26 апреля 2017 года в матче Кубка Франции против «Пари Сен-Жермен» он дебютировал за основной состав последних. В том же году Муюмба на правах аренды перешёл в бельгийский «Серкль Брюгге». 25 февраля 2018 года в матче против «Вестерло» он дебютировал в бельгийский Челленджер Про Лиге. По итогам сезона Тристан помог команде выйти в элиту. По окончании аренды он вернулся в дублирующий состав «Монако». В 2020 году игрок выступал за «Тулон». Летом того же года Муюмба перешёл в «Генгам». 2 марта 2021 года в матче против «Клермона» он дебютировал в Лиге 2. 24 сентября в поединке против «Кевийи Руан» Тристан забил свой первый гол за «Генгам».
6 июля 2023 года Муюмба перешёл в клуб MLS «Атланта Юнайтед», подписав контракт до конца сезона 2027. За американский клуб он дебютировал 29 июля в матче группового этапа Кубка лиг 2023 против мексиканского «Крус Асуля».